# Машталер, Богдан
Бо́гдан Мечи́слав Машта́лер (пол. Bohdan Mieczysław Masztaler; 19 сентября 1949, Оструда) — польский футболист, выступавший на позициях полузащитника и нападающего. Тренер молодёжной команды клуба «Вильгельмсбург». В составе сборной Польши участвовал в финальном турнире чемпионата мира 1978 года.
Младший брат Ежи Машталера, также футболиста.

## Карьера

### Клубная
Начинал карьеру в ольштынских командах. На уровень команд мастеров вышел в варшавской «Гвардии», в составе которой в 1967 году и дебютировал в первой лиге. Выступал в «Гвардии» до 1974 года, когда решил перейти в «Одру» (Ополе). Однако руководство «милицейской» команды («Гвардию» курировало МВД) не захотело его отпускать, и Польский футбольный союз дисквалифицировал Машталера: изначально на два года, но в итоге срок сбавили до одного. Финал Кубка-1973/74 «Гвардия» проиграла «Руху» (Хожув) уже без него.
В 1975 году Машталер всё же перешёл в «Одру», которая к тому моменту выбыла во вторую лигу. Дебютировал в команде 23 мая в матче против забженской «Спарты» (2:0). С «Одрой» вернулся в первую лигу, заняв второе место в сезоне-1975/76. Провёл в опольской команде два года, перейдя затем в «Лодзь» в 1977 году.
Интересно, что переходы из одного клуба в другой не были связаны только непосредственно с футболом. С 1968 года Машталер учился в школе планирования и статистики в Варшаве, в 1973 году защитил диплом магистра на тему «Влияние промышленности на развитие Ольштына». В Лодзь же он переезжал в том числе и для того, чтобы обучаться в докторантуре экономико-социологического факультета Лодзинского университета.
После «Лодзи» снова играл за «Гвардию», затем перешёл в западногерманский «Бремерхафен», поскольку польским спортсменам разрешали уезжать за рубеж после достижения 30 лет. Клуб не смог выйти в региональную лигу, и Машталера пригласили в более именитый «Вердер», однако он в команде не закрепился. Сыграв 3 матча в сезоне-1980/81, он покинул «Вердер». Сам Машталер связывал неудачу с тем фактом, что приглашавший его в команду тренер Куно Клётцер попал в серьёзную автокатастрофу, после которой не смог продолжать работу, а со сменившим Клётцера Отто Рехагелем у Машталера не сложились отношения. Позднее переехал в Австрию, где выступал в ряде команд до 40 лет, потом занимался тренерской работой.

### В сборной
Дебютировал в сборной Польши 25 октября 1970 года в товарищеском матче против сборной Чехословакии (2:2).
В следующий раз появился в сборной во время подготовки к чемпионату мира 1974 года, в 1973 году. Позже Казимеж Гурский в последний момент вызвал его на игру с Болгарией в Варну, куда Машталер был вынужден добираться самостоятельно с пересадками, но на поле его так и не выпустили. Обидевшись на Гурского, Машталер отказался от поездки на чемпионат мира, сославшись на травму. Затем из-за дисквалификации долгое время в сборную не вызывался.
Во второй половине 70-х годов стал одним из основных игроков польской сборной. На чемпионате мира 1978 года Машталер сыграл в четырёх матчах в основном составе. Считался любимчиком тренера сборной Яцека Гмоха, с которым его связывали приятельские отношения.
Всего за сборную провёл 22 матча, забил 2 мяча.